# R. D. Call
R. D. Call (Ogden, Utah, 16 de febrer de 1950 - Layton, Utah, 27 de febrer de 2020) fou un actor estatunidenc de cinema, televisió i teatre. Aparegué en diverses pel·lícules, com 48 Hrs. (1982), Brewster's Millions (1985), Homes enfrontats (1986), Terra de ningú (1987), Colors de guerra (1988), Born on the Fourth of July (1989), Young Guns II (1990), El clan dels irlandesos (1990), Waterworld (1995), L'últim home (1996), Assassinat... 1, 2, 3 (2002), Babel (2006) i Enmig de la Natura (2007).
Nasqué en una família mormona, i deixà aquesta església quan era adolescent. Fou el primer dels fills que tingueren Edith L. Coker Call i Jedd L. Call; tingué un germà (Richard) i dues germanes (Quay i Cindy). El 1972 es casà amb Nita Nickerson, de qui posteriorment es divorcià.
Estudià durant la dècada del 1970 en l'escola d'interpretació de Lee Strasberg, i feu el seu debut a la televisió el 1979 a la sèrie detectivesca de la CBS Barnaby Jones. Treballà en diverses pel·lícules al costat de Leo Penn, Sean Penn, Martin Sheen, Charlie Sheen i Emilio Estévez, com Homes enfrontats, Colors de guerra, Em dic Sam, Enmig de la Natura, Judgment in Berlin, Terra de ningú, El clan dels irlandesos, El pes de l'aigua i Young Guns II.
Lluità contra l'alcoholisme durant molts anys, i finalment decidí ingressar en un l'hospital de rehabilitació durant molts mesos. Quan en sortí s'uní a Alcohòlics Anònims.
Morí a causa de les complicacions en una operació a l'esquena, als 70 anys d'edat.